# Сантьяго (торт)
Торт «Сантьяго» (исп. Tarta de Santiago) – испанский миндальный торт, впервые появившийся в Средние века в Галисии.

## История
Миндальный торт «Сантьяго» придумали в Сантьяго-де-Компостела, столице испанского региона Галисия.  Он был назван в честь апостола Сантьяго (Святого Иакова), святого покровителя Испании. В настоящее время торт получил широкое распространение и его можно встретить в любой части страны. Считается, что десерт появился в средние века, и в то время был очень дорогим из-за высокой цены миндаля.
Первым упоминанием о рецепте этого десерта было найдено в записях Луиса Бартоломео де Либера в 1838 году под названием «миндальный пирог». Крест-клинок Сантьяго, символ реконкисты, впервые появился на торте в кондитерской «Casa Mora». Тот же крест-клинок является также и символом испанского рыцарского ордена Сантьяго.
Наибольшую популярность этот торт приобрёл в XX веке, когда его стали считать типичным испанским десертом. С 2006 года он взят под охрану национальным торговым знаком, и теперь название «Сантьяго» может носить только тот торт, который был произведён на территории Испании.

## Ингредиенты
Среди ингредиентов, используемых для приготовления торта: миндаль, яйца, сливочное масло, пшеничная мука, сахар, корица, херес, сахарная пудра.